# Кубано-Чорноморська область
Кубано-Чорноморська область (рос. Кубано-Черноморская область) — адміністративна територіальна одиниця РРФСР, що існувала у 1920—1924, з адміністративним центром у м. Краснодар.
Площа території — 93,5 тис. км², кількість населення — 2,95 млн осіб (станом на 1 січня 1922 року).

## Історія та адміністративно-територіальний устрій
Утворена 7 грудня 1920 шляхом об'єднання Кубанської області та Чорноморської губернії.
Поділялася на Баталпашинський, Єйський, Кавказький, Краснодарський, Лабинський, Майкопський, Таманський та Туапсинський відділи.
20 січня 1921 південну частину Баталпашинського відділу передано до складу Горської АРСР. 1 січня 1922 року в складі області утворено Новоросійську округу.
27 липня 1922 в складі області утворено Адигейську (Черкеську) автономну область, що складалася з Псекупської, Ширванської та Фарської округ.
Скасована 13 лютого 1924, територія увійшла до складу Південно-Східної області.